# Wojciech Szarama
Wojciech Piotr Szarama (ur. 16 grudnia 1955 w Bytomiu) – polski polityk i prawnik, adwokat, poseł na Sejm IV, V, VI, VII, VIII, IX i X kadencji.

## Życiorys
Syn Jana i Władysławy. Brat Mariana, piłkarza i trenera piłki nożnej. W 1983 ukończył studia prawnicze na Wydziale Prawa i Administracji Uniwersytetu Śląskiego w Katowicach. W latach 80. działał w opozycji, kierował komitetem Niezależnego Zrzeszenia Studentów na macierzystej uczelni, zasiadał w Komisji Krajowej NZS.
W latach 1984–1989 pracował jako nauczyciel w zasadniczej szkole górniczej. W latach 1989–1991 odbywał aplikację w Okręgowej Radzie Adwokackiej. W latach 1991–1994 kierował delegaturą Urzędu Ochrony Państwa w Katowicach. Od 1995 praktykował jako adwokat w zespole adwokackim. W latach 1991–1998 był wiceprzewodniczącym sejmiku samorządowego województwa katowickiego, a w latach 1998–2001 wiceprzewodniczącym sejmiku śląskiego.
Od 1996 do 1997 był członkiem Ruchu Odbudowy Polski. W wyborach w 1997 bez powodzenia ubiegał się o mandat senatorski z jego ramienia w województwie katowickim, następnie działał w Ruchu Społecznym AWS i Przymierzu Prawicy. W 2001 wstąpił do Prawa i Sprawiedliwości, zasiadł w radzie politycznej tej partii. Z listy PiS był wybierany na posła na Sejm w wyborach w 2001 i 2005. W wyborach parlamentarnych w 2007 po raz trzeci uzyskał mandat poselski, otrzymując w okręgu gliwickim 7645 głosów. W wyborach w 2011 z powodzeniem ubiegał się o reelekcję, startując jako lider listy PiS w okręgu katowickim i zdobywając 27 541 głosów. Ubiegał się również o stanowisko prezydenta Bytomia w przedterminowych wyborach w 2012, zajmując 3. miejsce na 10 kandydatów.
W 2015 i 2019 był ponownie wybierany do Sejmu, kandydując ponownie w okręgu gliwickim i otrzymując odpowiednio 34 979 głosów oraz 16 649 głosów. Został wybrany na funkcję wiceprzewodniczącego klubu parlamentarnego PiS. W 2021 powołany przez premiera Mateusza Morawieckiego w skład Rady Doradców Politycznych. W wyborach w 2023 również z powodzeniem ubiegał się o poselską reelekcję (z wynikiem 12 185 głosów).